# Толстая, Александра Андреевна
Графиня Алекса́ндра Андре́евна Толста́я (17 июля [29 июля] 1817, Москва, Российская империя — 31 марта [13 апреля] 1904, Санкт-Петербург, там же) — фрейлина русского императорского двора и воспитательница царских детей, кавалерственная дама (1874), камер-фрейлина (с 1881 года) и старейшая придворная дама при дворе императора Николая II.
Двоюродная тетка и близкий друг Льва Николаевича Толстого; состояла в многолетней переписке с писателем, оставила о нём воспоминания. Мемуаристка, приятельница многих русских писателей и поэтов, благотворительница.

## Биография
Александра Андреевна родилась (предположительно) в Москве в семье графа Андрея Андреевича Толстого (1771—1844) и Прасковьи Васильевны (урожд. Барыковой; 1796—1879). Отец Александрин (так обычно её называли) — гусарский полковник, предводитель дворянства Белёвского уезда, советник Царскосельского дворцового правления, доводился младшим братом деду писателя Льва Николаевича, Илье Андреевичу Толстому. С 1826 года семья проживала в Царском Селе. Воспитанием детей занималась мать, а помогала ей в этом деле двоюродная сестра, Прасковья Степановна Барыкова (1805—1844). Семья Александрин поддерживала теплые отношения с Вяземскими, Воейковыми, Томиловыми, Философовыми, Шостак, Сарычевыми. Братья Илья (1813—1879) и Василий (1813—1841), посвятили себя военной службе. Александрин и её сестры Елизавета (1815—1867) и Софья (1824—1895) остались незамужними. Елизавета и Александрин поступили ко двору фрейлинами великой княгини Марии Николаевны и стали воспитательницами её дочерей Евгении — Елизавета, а Марии — Александрин (с 1846 года).
Педагогический талант Александры Андреевны Толстой оценили при дворе — в 1866 году она была приглашена императрицей к воспитанию великой княжны Марии Александровны, единственной дочери Александра II. Эту должность Толстая исполняла до замужества воспитанницы в 1874 году. 
В знак признательности царской семьи за воспитание великой княжны Марии Александровны удостоена высшей награды для придворных дам — ордена Святой Екатерины (малого креста) (11.01.1874). В 1881 году Александр II в своем завещании оставил благодарственные строки воспитательнице за заботы о его дочери, в подарок Александра Андреевна получила портрет (работы Винтергальтера) великой княжны в возрасте 18 лет.
С 1881 года Александра Андреевна — камер-фрейлина императрицы Марии Федоровны, занимала комнаты на бельэтаже Южного павильона Малого Эрмитажа. Там же она и скончалась в возрасте 86 лет от острого бронхита. Её отпевали в храме на Конюшенной площади в присутствии великих князей и императрицы, по желанию которой был сооружен памятник за счет высочайшего двора. В Троице-Сергиевой пустыни на белом мраморном кресте, согласно воле покойной, — образ Спасителя и надпись: «Я есть путь, истина и жизнь».

## Взаимоотношения со Львом Николаевичем Толстым

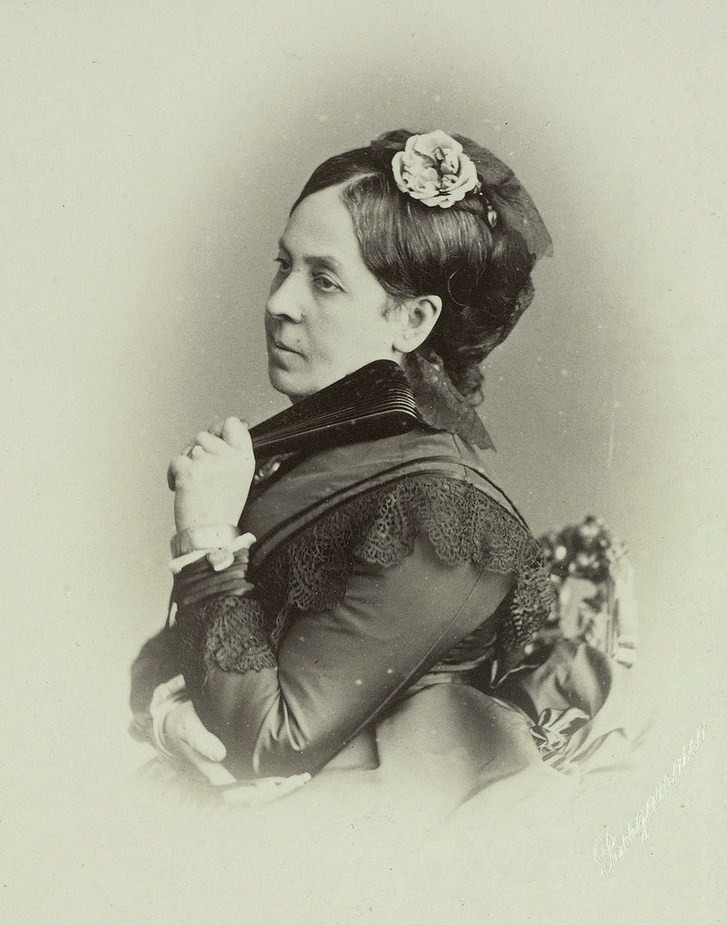
Графиня Александра Толстая. Фотография неизвестного автора, 1860-е годы.

Александра Андреевна познакомилась со Львом Николаевичем Толстым весной 1857 года в Швейцарии, где она была с «малым Двором» великой княгини Марии Николаевны. Одно из первых восторженных впечатлений об Александрин записал Толстой в Дневнике, признаваясь, что готов был в неё влюбиться, если бы не разница в возрасте. Тогда и началась их многолетняя дружба, которая, по мнению самой Александрин, «опровергала общепринятое фальшивое мнение насчет невозможности дружбы между мужчиной и женщиной».
Александрин была старше своего племянника на 11 лет. Но Толстой, уверяя, что для тетки она слишком молода, шутливо в письмах называл её «бабушкой». «Бабушка» жила в столице, потому встречи с племянником были нечасты, но его приезды в Петербург всегда рассчитывались на встречи с Александрин. Толстая писала: «Его натура была настолько сильнее и интереснее моей, что невольно все внимание сосредотачивалось на нём, а я была лишь второстепенным лицом, donnant la replique». Но для молодого Льва Толстого его «бабушка» стала настоящим другом и наставником. Они дружили и переписывались почти всю жизнь и вместе активно пытались её облагораживать. Помогали голодающим, когда в России случалась страшная засуха; привлекали внимание властей к проблеме духоборов; ходатайствовали за смягчение участи политических, выступали за людей, гонимых за свои убеждения, их близких (Н. А. Армфельдт-Комова, И. И. Попов, А. Д. Чарушина и Л. В. Синегуб и других).
Лев Николаевич делился с Александрой Андреевной своими литературными замыслами, читал в её семье произведения («Два гусара»). А когда писатель заинтересовался судьбами декабристов и временем Николая I, просил содействия Александры Андреевны в получении нужных материалов. Однажды Александрин рассказала Толстому о Василии Алексеевиче Перовском, любовь к которому она пронесла через всю свою жизнь. Эта история о замечательном ярком человеке, герое войны 1812 года, оренбургском губернаторе, чрезвычайно заинтересовала Толстого. Лев Николаевич предполагал написать роман о Перовском. Воспоминаниями героя писатель воспользовался для описания сцен плена Пьера Безухова и главы о Пьере у постели умирающего отца. Кроме того, многие главы толстовских произведений о жизни столицы, событиях Двора, петербургских салонов навеяны общением с фрейлиной Толстой. Александра Андреевна даже стала прообразом одного из персонажей романа «Воскресение» (Aline, устроительница приюта Магдалин).
Александра Андреевна не раз бывала у Толстых в Ясной Поляне. С Софьей Андреевной у неё сложились теплые отношения, правда, не без некоторой ревности на первых порах. Александра Андреевна стала крёстной матерью младшей дочери Толстых, которую назвали в её честь Александрой.
Александра Андреевна была религиозной, глубоко верующей православной. Религия — частая тема в переписке Толстых. Александра Андреевна не раз делала попытки «обратить» своего друга и племянника, но это лишь привело к охлаждению отношений. Толстая была уверена, что народ не поймет религиозных рассуждений Льва Николаевича, его проповеди нового христианства; она переживала, что силой своего авторитета Толстой вызывает смятение в молодых душах. Переписка с Толстым постепенно сходила на нет, Александра Андреевна писала его супруге, детям. Тем не менее, «один из самых лучших материалов для биографии» — так назвал Лев Толстой свою переписку с Александрин и перечитывал свои письма к ней незадолго до собственной кончины. Письма Толстых были опубликованы в 1911 году Обществом Толстовского Музея в Петербурге после смерти обоих адресатов. Такова была воля Александры Андреевны, подготовившей переписку к печати.
Некоторые из своих личных вещей, в том числе и Евангелие, подаренное когда-то Львом Николаевичем, Александрин завещала крестнице — дальней родственнице, Елизавете Александровне Хруновой (урождённой Оде-де-Сион; 1848—1926), супруге военного хирурга тайного советника Петра Александровича Хрунова (1842—1918), с которой, несмотря на своё высокое придворное положение, поддерживала самые тёплые отношения. «Вещи Толстых» хранились в семье Хруновых, как реликвии, а после Октябрьская революции были переданы в экспозицию музея-усадьбы «Хамовники».

## Толстая и деятели культуры
Александра Андреевна Толстая обладала многими талантами; она рисовала (ученица Петра Ефимовича Заболотского), прекрасно пела, обладая редким голосом (контральто). Но по собственному признанию самым большим её увлечением являлась литература. Она внимательно следила за книжными новинками, читала на английском, немецком и французском языках; занималась переводами, написала несколько рассказов, роман, оставила также мемуары.
Судьба связала Толстую родственными и дружественными узами со многими художниками, поэтами, писателями: Фёдором Петровичем Толстым, Фёдором Ивановичем Тютчевым, Василием Андреевичем Жуковским, Михаилом Николаевичем Загоскиным, Николаем Филипповичем Павловым, Петром Яковлевичем Чаадаевым, Алексеем Степановичем Хомяковым, Аполлоном Николаевичем Майковым, Яковом Петровичем Полонским, Алексеем Константиновичем Толстым. Она была хорошо знакома с Иваном Сергеевичем Тургеневым, Иваном Александровичем Гончаровым, встречалась с Фёдором Михайловичем Достоевским незадолго до его кончины. Пользуясь своими связями, Толстая не раз хлопотала по делам писателей перед «высочайшими особами», помогала «в минуту жизни трудную».

## Благотворительная деятельность
Александра Андреевна Толстая активно участвовала в благотворительной деятельности. Она брала на себя различные труды и обязанности в Человеколюбивом обществе; в Дамском Лазаретном Комитете общества попечения о больных и раненых воинах (институт Красного Креста); в Совете Женского патриотического общества; она была также в числе учредителей Алексеевского общества дел милосердия на Успенском острове, — благотворительного общества, одного из крупнейших в Санкт-Петербургской епархии. Но почти всю свою жизнь Толстая посвятила деятельности Санкт-Петербургского Дома милосердия (для падших женщин), вложила свои средства в устройство (1864) Отделения несовершеннолетних (в Лесном) и была его Попечительницей, позднее — Председательницей Совета Дома и Почетным членом Совета Дома милосердия.

## Оценки
Иван Николаевич Захарьин (Якунин), лично знавший Толстую, посвятил ей очерк, в котором писал: «Это только немногие черты из жизни этой замечательной русской женщины минувшего века, так высоко стоявшей и сумевшей сохранить на этой высоте все лучшие духовные стороны человека: выдающийся ум, разностороннее образование и солидную эрудицию, — все это у неё соединялось с неизменной приветливостью, бесконечною добротою сердца и чуткой отзывчивостью на все скорби родины».
У Софьи Андреевны Толстой есть такая запись в дневнике 1891 года: «Приезжала и гр. А. А. Толстая из Петербурга <…> она радостна, ласкова, но придворная мозга костей. Любит царя, царскую фамилию, двор — и своё положение. <…> На всё отзывчивая, чуткая, добрая и по-своему религиозная, она всем и всяким интересовалась, обо всех охотно говорила и никого не осуждала».
По словам А. А. Половцова, Толстая «была женщина умная, энергичная, привыкшая распоряжаться своими ученицами не в ущерб своему самолюбию и благоденствию. Это был коновод подтасованных ею будто бы представителей Русского при дворе настроения, то есть глупых семей, как Перовские (исключая сына, он вовсе не так глуп) и Озеровых».